# Kid McCoy
Charles "Kid" McCoy, all'anagrafe Norman Selby, detto "The Corkscrew Kid" (Moscow, 13 ottobre 1872 – 18 aprile 1940), è stato un pugile e attore statunitense.

## Biografia
La International Boxing Hall of Fame lo ha riconosciuto fra i più grandi pugili di ogni tempo.
Professionista dal 1891, divenne uno dei campioni più noti a cavallo dei due secoli. Era famoso per il suo "corkscrew punch", (pugno a cavatappi), un diretto che sferrava con la torsione finale del polso, tecnica generalmente adottata in seguito.
Personaggio romanzesco, gli sono attribuiti innumerevoli aneddoti.
Non disdegnava di combattere con pugili maggiori di peso, e questo gli costò due sconfitte con due tra i migliori di essi: nel 1899 fu sconfitto da Tom Sharkey per KO al 10º round, mentre nel 1900 incontrò al Madison Square Garden di New York James J. Corbett, che lo sconfisse per KO al 5º dei 25 round previsti.
Nel 1904 pareggiò con Philadelphia Jack O'Brien
Comparve in vari film dell'epoca del muto (dove venne accreditato quasi sempre con il suo vero nome, Norman Selby) e pare fosse amico di Charles Chaplin e David Wark Griffith.
Gli furono attribuite innumerevoli avventure sentimentali e una di queste terminò con un omicidio di cui McCoy fu accusato nel 1924 e a causa del quale scontò una pena detentiva fino al 1932.
Anche la morte è enigmatica: si suicidò con un'overdose di sonniferi lasciando un biglietto di spiegazioni di difficile interpretazione.

## Filmografia
- Betty of Greystone, regia di Allan Dwan (1916)
- The House of Glass, regia di Émile Chautard (1918)
- Giglio infranto (Broken Blossoms), regia di David Wark Griffith (1919)
- Eyes of Youth, regia di Albert Parker (1919)
- The Honey Bee, regia di Rupert Julian (1920)
- The Fourteenth Man, regia di Joseph Henabery (1920)
- To a Finish, regia di Bernard J. Durning (1921)
- The World's Champion, regia di Phil Rosen (1922)
- Oath-Bound, regia di Bernard J. Durning (1922)
- Tom Mix in Arabia, regia di Lynn Reynolds (1922)
- April Showers, regia di Tom Forman (1923)